# Attacus erebus
Attacus erebus es una polilla perteneciente a la familia Saturniidae, descrita por primera vez por Hans Fruhstorfer en 1904, distribuida con endemismo en la isla Célebes. La especie se cría localmente y se envía a granjas de mariposas por todo el mundo. La especie presenta la menor variación en tamaño y hábitos que cualquier otra especie del género.
Su color más oscuro, sus ocelos de mayor tamaño y la inusual forma en "Z" de la línea posmedial (línea exterior al ocelo) en el ala anterior ayudan a identificar a esta especie.